# Youcef Cherfa
Youcef Cherfa, né à Batna en 1954, est un homme politique algérien.

## Biographie
Ingénieur en planification, il occupe plusieurs postes en tant que cadre d’État. En 2001, il est promu secrétaire général de la wilaya de Batna, puis muté en 2005 dans la wilaya de Souk Ahras pour occuper la même fonction.
En 2010, il est désigné wali de la wilaya de Laghouat pour prendre en juillet 2015 les commandes de la wilaya d'Annaba, quelques mois après la mort tragique de son prédécesseur, Mohamed Mounib Sendid.

## Itinéraire
| N° | Fonction                                                   | Début             | Fin               |
| -- | ---------------------------------------------------------- | ----------------- | ----------------- |
| 01 | Secrétaire général de la wilaya de Batna                   |                   | 2 juillet 2005    |
| 02 | Secrétaire général de la wilaya de Souk Ahras              |                   | 30 septembre 2010 |
| 03 | Wali de Laghouat                                           | 30 septembre 2010 | 22 juillet 2015   |
| 04 | Wali de Annaba                                             | 22 juillet 2015   | 25 mai 2017       |
| 05 | Ministre de l'Habitat                                      | 25 mai 2017       | 16 aout 2017      |
| 06 | Wali de Blida                                              | 27 septembre 2018 | 25 janvier 2020   |
| 07 | Wali d'Alger                                               | 25 janvier 2020   | 11 novembre 2021  |
| 08 | Ministre du Travail, de l'Emploi et de la Sécurité sociale | 11 novembre 2021  | en cours          |

Ministre des transports depuis le 16 mars 2023